# Castello Avogadro
Il castello Avogadro è una roccaforte risalente al XV secolo che sorge nel borgo di Meano, frazione di Corzano in Provincia di Brescia.

## Storia
Edificato intorno alla fine del '400 dalla nobile famiglia bresciana degli Avogadro, attorno al quale è poi sorto l'intero abitato del quale si contraddistinguono una serie di cascinali di servizio posti in continuo dialogo con l'importante sistema idrico di rogge e risorgive, che rendono il borgo uno straordinario esempio di gioiello urbanistico medioevale della bassa padana.